# Dani California
„Dani California” – pierwszy singel z albumu Stadium Arcadium grupy Red Hot Chili Peppers, którego premiera planowana była na 8 (Europa) i 9 maja 2006 (USA). Światowa premiera singla miała zaś miejsce 4 kwietnia.
Utwór jest kontynuacją opowieści o dziewczynie znanej wcześniej z tytułowych kawałków poprzednich płyt Californication oraz z By the Way. Zaśpiewany i zagrany jest w starszym stylu zespołu, znanym z albumów takich jak Blood Sugar Sex Magik.
Premiera singla w dużej mierze przyczyniła się do zwiększenia zainteresowania płytą Stadium Arcadium i stała się powodem spekulacji na temat albumu. Jednocześnie, piosenka szybko trafiła na wysokie lokaty na listach przebojów.
DJ radiostacji WMDG postawił w stronę utworu zarzut, jakoby ten miałby być kopią przeboju Toma Petty pt. Mary Jane's Last Dance.

## Wydania i spis utworów
| #                               | Tytuł                    | Długość |
| ------------------------------- | ------------------------ | ------- |
| Dani California 1               |                          |         |
| 1.                              | "Dani California"        | 4:42    |
| 2.                              | "Million Miles Of Water" | 4:06    |
| Dani California 2               |                          |         |
| 1.                              | "Dani California"        | 4:45    |
| 2.                              | "Whatever We Want"       | 4:48    |
| 3.                              | "Lately"                 | 2:56    |
| Dani California 7" Picture disc |                          |         |
| 1.                              | "Dani California"        | 4:42    |
| 2.                              | "Whatever We Want"       | 4:48    |